# Futebol em Singapura
O Futebol em Singapura é um esporte popular e é considerado o esporte nacional do país. A Seleção Singapurense de Futebol é a representante em nível internacional do país.

## História

### Era Singapura Lions
Este posto foi alcançado nas décadas de 1980 e de 1990. O Singapore Lions foi um clube que disseminou o esporte no país desde a década de 20, disputando as competições na Malásia, porém, dissolvido no ano de 1994.

### Era S-League
O país, na década de 1990, contou com a criação da liga local, a S.League. Depois disso, o futebol passou a ter mais competitividade com uma liga profissional, novos estádios, desenvolvimento de jogadores e profissionalização do futebol em geral.